# او-وارایی

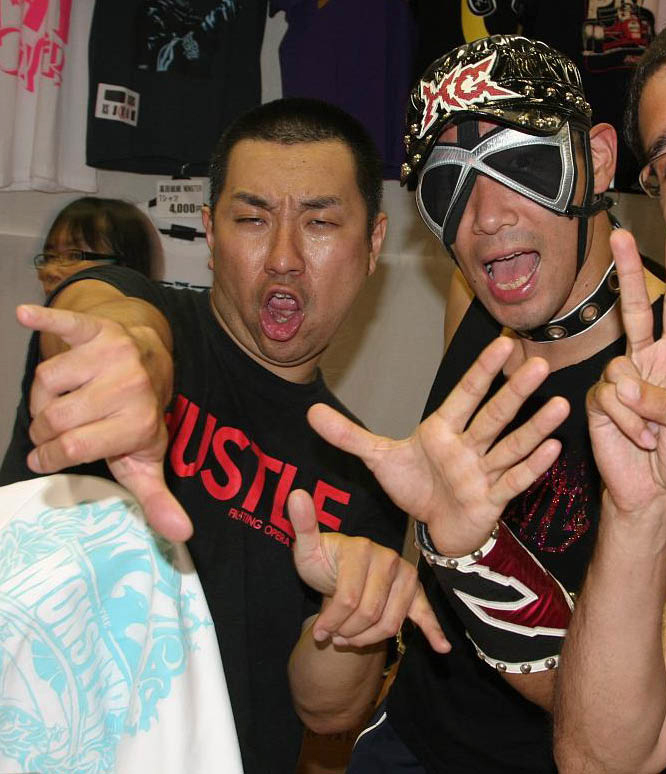
دوتایی کمدی «تیغ رامون»، ماکوتو ایزوبوچی (در سمت چپ) و ماساکی سومیتانی در Hustle

او-وارایی (انگلیسی: Owarai) کلمه ای گسترده‌است که برای توصیف کمدی ژاپنی همان‌طور که در تلویزیون دیده می‌شود، استفاده می‌شود. کلمه «او-وارایی» شکل محترمانه کلمهٔ «وارایی» - به معنای «خنده» یا «لبخند» (با افزودن پیشوند او) است.